# Palmorchis
Palmorchis je rod orhideja iz potporodice Epidendroideae, dio tribusa Neottieae. Postoji tridesetak vresta koje rastu po tropskoj Americi.

## Vrste
1. Palmorchis antioquiensis Szlach., Baranow & Dudek
2. Palmorchis blancae Damian
3. Palmorchis carlos-parrae Szlach. & Baranow
4. Palmorchis caxiuanensis Rocha, S.S.Almeida & Freitas
5. Palmorchis chocoensis Szlach., S.Nowak & Baranow
6. Palmorchis colombiana Garay
7. Palmorchis deceptoria Veyret & Szlach.
8. Palmorchis dressleriana Szlach., Baranow & Dudek
9. Palmorchis duckei Hoehne
10. Palmorchis eidae Dressler
11. Palmorchis fractiflexa Szlach. & Baranow
12. Palmorchis guianensis (Schltr.) C.Schweinf. & Correll
13. Palmorchis imuyaensis Dodson & G.A.Romero
14. Palmorchis kuhlmannii (Schltr.) L.O.Williams
15. Palmorchis liberolabellata Damian
16. Palmorchis lobulata (Mansf.) C.Schweinf. & Correll
17. Palmorchis loretana Damian & L.A.Torres
18. Palmorchis maculata Szlach. & Baranow
19. Palmorchis maguirrei Szlach., S.Nowak & Baranow
20. Palmorchis misas-urretae Szlach. & Baranow
21. Palmorchis nitida Dressler
22. Palmorchis pabstii Veyret
23. Palmorchis paludicola Dressler
24. Palmorchis pandurata C.Schweinf. & Correll
25. Palmorchis powellii (Ames) C.Schweinf. & Correll
26. Palmorchis prospectorum Veyret
27. Palmorchis puber (Cogn.) Garay
28. Palmorchis pubescentis Barb.Rodr.
29. Palmorchis rubioi Szlach., Baranow & Dudek
30. Palmorchis schneideri Szlach., Baranow & Dudek
31. Palmorchis silvicola L.O.Williams
32. Palmorchis sobralioides Barb.Rodr.
33. Palmorchis sordida Dressler
34. Palmorchis trilobulata L.O.Williams
35. Palmorchis trinotata Dressler
36. Palmorchis valdiviesoana Szlach. & Baranow
37. Palmorchis yavarensis Damian & Torres

## Sinonimi
- Jenmania Rolfe
- Neobartlettia Schltr.
- Rolfea Zahlbr.